# Richard Quartin-Dillon
Léon Richard Quartin-Dillon (? – 22 de Outubro de 1840) foi um médico e botânico francês.
Foi aluno do médico e botânico Achille Richard na Faculdade de medicina de Paris. Como explorador e coletor de plantas foi-lhe dedicado o gênero botânico Quartinia da família das Lythraceae .